# Gherăești
Gherăești là một xã thuộc hạt Neamț, România. Dân số thời điểm năm 2002 là 6526 người.